# Grande Cuisine

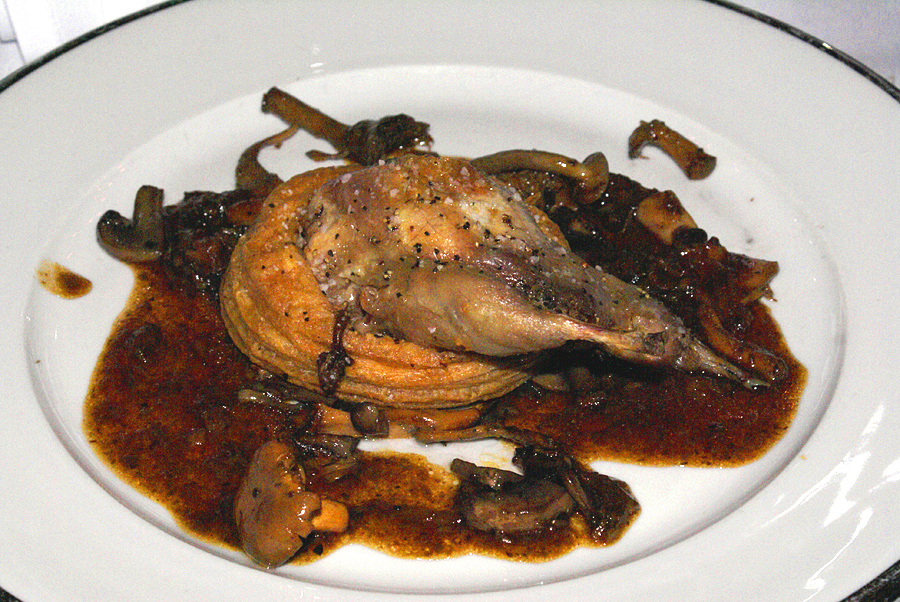
„Caille en Sarcophage“
– ein Beispiel für die Grande Cuisine

Die Grande Cuisine ([ɡʁɑ̃ kɥiˈzin]; deutsch „große Küche“, „große Kochkunst“) ist die Bezeichnung der klassischen französischen Küche. Als Entstehungsgebiet der Grande Cuisine gelten Paris und seine Umgebung, in die im Verlaufe der Entwicklung auch die regionalen Spezialitäten Frankreichs Eingang fanden.

## Allgemeines
Die Grande Cuisine ist eine bedeutsame Epoche in der Kochkunst Frankreichs, durch die sich die französische Kochkunst – parallel mit der französischen Küchensprache – international etabliert hat. Sie hat sich aus der Haute Cuisine entwickelt, ohne diese vollständig abzulösen.

## Geschichte
Als ihr Begründer gilt Marie-Antoine Carême, der Leichtigkeit und Einfachheit des Kochens betonte. Vorrang hatten die Qualität des Geschmacks und Geruchs als ein Eigenwert der Speisen. Die bisherige „Haute Cuisine“ Frankreichs wurde durch sein Buch aus dem Jahre 1828 erweitert. Die Grande Cuisine zeichnete sich auch durch ihre Saucen aus, die Carême als wesentlich für die perfekte Geschmacksharmonie eines jeden Gerichts betrachtete. Sie löste die aristokratische, an Luxus und Pracht orientierte, „Haute Cuisine“ des Adels teilweise ab. In den neu entstandenen Restaurants betrachteten die Köche es als ihre Aufgabe, die Speisengestaltung weiterzuentwickeln. Carême führte 1833 eine Standard-Terminologie für Kochrezepte ein, die Eingang in die internationale Küchensprache fand. Georges Auguste Escoffier reformierte die Grande Cuisine durch Einführung von Eleganz und Raffinesse. Als im Jahre 1867 Jules Gouffé die französische Küche in „La Cuisine de Ménage“ (deutsch „Hausmannskost“) und „La Grande Cuisine“ (deutsch „große Kochkunst“) aufteilte, wirkte sich dies auf die Restaurants aus, die sich nunmehr für einen der Kochkunst-Typen entscheiden konnten. Die aufwändigere und eine höhere Kochkunst erfordernde Grande Cuisine wurde überwiegend nur noch in Spitzenrestaurants praktiziert.
Im Jahre 1970 entstand die Association de la Grande Cuisine Française unter der Führung von Paul Bocuse, der um sich die späteren Akteure der Nouvelle Cuisine versammelte wie Michel und Pierre Troisgros oder Marc Haeberlin.

## Gastrosophie
Die Gastrosophie der Grande Cuisine besteht in der aufwändigen und kunstvollen Zubereitung qualitativ hochwertiger Produkte, deren Eigengeschmack mit leichten Saucen verstärkt wird. Durch Zubereitung mit oft symmetrischen Arrangements sollte die Raffinesse der Speisen hervorgehoben werden. Die Grande Cuisine hat aber die Kluft zwischen professioneller und häuslicher Kochkunst vergrößert.
An den kulinarischen Standards der Grande Cuisine orientiert sich zwar die französische bürgerliche Koch- und Tafelkultur (französisch cuisine bourgeoise), doch bemüht sie sich zugleich, den Aufwand so weit zu reduzieren, dass sich distinktive Wirkung und ökonomischer Einsatz die Balance halten.

## Nouvelle Cuisine
Die Grand Cuisine wurde nach 1978 abgelöst durch die Nouvelle Cuisine des Michel Guérard. Den Begriff der Nouvelle Cuisine hatten zuvor 1973 die Gastronomiekritiker Henri Gault und Christian Millau geprägt. Sie wurde durch Köche (französisch cuisiniers) wie Paul Bocuse popularisiert.